# Grafton (Nou Hampshire)
Grafton és una població dels Estats Units a l'estat de Nou Hampshire. Segons el cens del 2000 tenia 1.138 habitants. 455 habitatges, i 306 famílies. La densitat de població era de 10,5 habitants per km².